# Río Nanihue
El río Nanihue es un curso natural de agua de Chile que discurre por la Región de Los Ríos. 

## Trayecto
El río nace al sureste de Mariquina y fluye con dirección general suroeste hasta desembocar en el río Pelchuquín poco antes que este descarge en el río Cruces.

## Historia
Luis Risopatrón lo describe en su Diccionario Jeográfico de Chile de 1924:: 578 
Nanihue (Rio). Es cruzado por el ferrocarril central a 1 kilómetro al S de la estación de Mailef, corre hacia el SW entre riberas pajizas respaldadas por bosques i se echa en la márjen N del río Pelchuquín; ofrece 3 kilómetros de curso navegable por embarcaciones de 2 m de calado en su parte inferior en cuyo trecho accionan las mareas i lo propasan. Las avenidas hacen subir el agua a 4 m sobre el nivel ordinario i aumentan su ancho de 8 o 18 m a 60 i 80 m.